# Сідвокодво
Сідвоко́дво — місто в Есватіні. Розташоване в центральній частині країни  у районі Манзіні. Місто є мало-цікавим для туристів. На території міста розташовані закинуті депо паротягів, які вже давно не використовуються у країні.

## Населення
Населення міста складається переважно з представників народу Свазі.
Населення міста:
- 1986 рік — 1 339 осіб
- 1997 рік — 1 528 осіб
- 2010 рік — 1 176 осіб